# Port-de-Piles
Port-de-Piles ist eine französische Gemeinde mit 548 Einwohnern (Stand: 1. Januar 2022) im Département Vienne in der Region Nouvelle-Aquitaine; sie gehört zum Arrondissement Châtellerault und zum Kanton Châtellerault-2.

## Geographie
Port-de-Piles liegt etwa 20 Kilometer nordnordöstlich von Châtellerault. Hier mündet die Creuse in die Vienne. Umgeben wird Port-de-Piles von den Nachbargemeinden La Celle-Saint-Avant im Norden und Nordosten, Descartes im Osten und Südosten, Les Ormes im Süden, Pussigny im Westen und Südwesten sowie Ports-sur-Vienne und Nouâtre im Nordwesten.
Der Bahnhof der Gemeinde liegt an der Bahnstrecke Paris–Bordeaux und wird im Regionalverkehr mit TER-Zügen nach Tours und Poitiers bedient.

## Bevölkerungsentwicklung
| 1962                       | 1968 | 1975 | 1982 | 1990 | 1999 | 2006 | 2018 |
| -------------------------- | ---- | ---- | ---- | ---- | ---- | ---- | ---- |
| 535                        | 562  | 608  | 577  | 487  | 513  | 511  | 567  |
| Quellen: Cassini und INSEE |      |      |      |      |      |      |      |

## Sehenswürdigkeiten
- Brücke über den Creuse
- Kirche (siehe auch: Liste der Monuments historiques in Port-de-Piles)

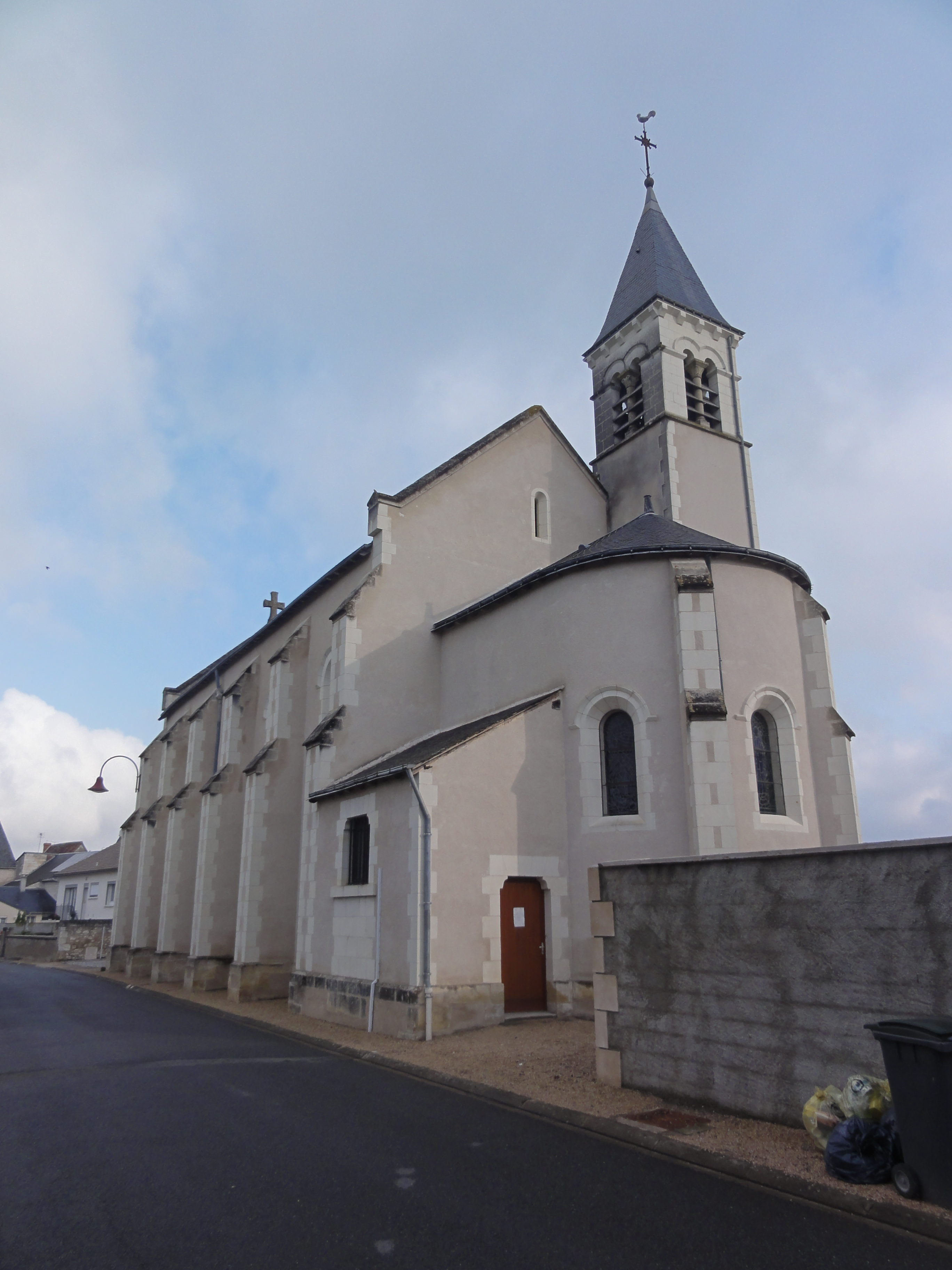
Kirche